# Загребуље
„Загребуље” је југословенски ТВ филм из 1970. године који је режирао Данијел Марушић.

## Улоге
| Глумац             | Улога       |
| ------------------ | ----------- |
| Карло Булић        | Дотур Луиђи |
| Борис Дворник      | Роко Прч    |
| Асја Кисић         | Бепина      |
| Здравка Крстуловић | Анђа        |